# Yume no Ukiyo ni Saitemina
«Yume no Ukiyo ni Saitemina» (夢の浮世に咲いてみな, lit. Florezcamos en el mundo flotante de los sueños) es un sencillo de la banda de hard rock-heavy metal estadounidense Kiss y el grupo de J-Pop japonés Momoiro Clover Z (conocidas por hacer el intro de Sailor Moon Crystal), en un proyecto llamado Momoiro Clover Z VS Kiss para promocionar el disco recopilatorio de Kiss llamado Best of Kiss 40, exclusivo para Japón. El sencillo salió a la venta el 28 de enero de 2015 a través de iTunes para más de 120 países y físicamente en Japón. Éste representa el primer material con el que Kiss colabora y se caracteriza principalmente en que la canción está exclusivamente en japonés, cantada por Momoiro Clover Z y la música por la banda.
Sale en dos versiones: Momoclo Edition y 'Kiss Edition, en donde este último contiene un track extra llamado Samurai Son, que es la misma sólo que cantada por la banda. La banda se presenta en Tokio Dome el 3 de mayo de 2015, con Momoiro Clover Z como teloneras.

## Vídeo musical
El vídeo se centra en la cultura japonesa y se puede decir que se divide en dos partes. La primera parte tiene un estilo animé japonés donde se encuentran ambas agrupaciones, la otra mitad ya están las dos agrupaciones interpretando la canción cara a cara sin que se deje de lado el tema japonés.

## Lista de canciones
Momoclo Edition (CD+Blu-ray)
1. Yume no Ukiyo ni Saitemina (夢の浮世に咲いてみな)
2. Rock and Roll all Nite

Kiss Edition (Sólo CD)
1. Yume no Ukiyo ni Saitemina (夢の浮世に咲いてみな)
2. Rock and Roll all Nite
3. Samurai Son

### Personal
Kiss
- Paul Stanley: Guitarrista rítmico
- Gene Simmons: Bajista
- Eric Singer: Baterista
- Tommy Thayer: Guitarrista líder

Momoiro Clover Z
- Kanako Momota (百田夏菜子)
- Shiori Tamai (玉井詩織)
- Ayaka Sasaki (佐々木彩夏)
- Momoka Ariyasu (有安杏果)
- Reni Takagi (高城れに)

Otros
- Greg Collins: Composición musical junto con Paul Stanley
- Yuho Iwasato: Composición lírica

- Datos: Q18812528